# Amazônia Revelada
Amazônia Revelada é o título de um projeto institucional realizado pelo CNPq, DNIT e Ministério dos Transportes do Brasil em 2005. O projeto elaborou um livro e um documentário.
A realização do projeto foi motivada pela eminência do asfaltamento da BR-163, que liga Cuiabá (MT) a Santarém (PA). A missionária Dorothy Stang foi homenageada.

## Conteúdo

### Livro
O livro conta com artigos de:
- Ariovaldo Umbelino de Oliveira
- Arnaldo Carneiro Filho
- Bernadete Castro Oliveira
- Jan Rocha
- Joaquim Aragão
- José Arbex Jr.
- Maurício Torres
- Philip Martin Fearnside
- Rômulo Orrico
- Wilsea Figueiredo

### Documentário
O documentário contém depoimentos de:
- José Arbex Jr.
- Lúcio Flávio Pinto, jornalista paraense
- João Herrmann, ex-deputado federal por São Paulo
- Luiz Antônio Pagot
- Aelton de Freitas
- José Karlson Correia, IBAMA
- Cecília Gontijo, arquiteta urbanista
- Dona Cuxé, moradora da região
- Chico Machado, agricultor
- Irmã Jane, missionária
- Padre Amaro Lopes
- Sr. Getúlio, morador da região
- Dona Suzana, moradora da região
- Wellington Dias, governador do Piauí
- Muriel Saragoussi, Secretaria de Coordenação da Amazônia - MMA
- Cel. Paulo Roberto Dias, Coordenador do Projeto DNIT/IME
- Eduardo Campos, ex-Ministro da Ciência e Tecnologia

## Citações
- O Brasil precisa aceitar uma soberania relativa sobre a Amazonia. François Mitterrand, Presidente da França, 1989.
- Proponho que os países que tem divida com os EUA troquem essas dívidas por suas florestas tropicais, George W. Bush, Presidente dos EUA, 2000
- Ao contrário do que os brasileiros pensam, a Amazônia não é deles, mas de todos nós. Al Gore, Vice Presidente dos EUA, 1989.